# Viecht (Eching)
Viecht ist ein Gemeindeteil der Gemeinde Eching im niederbayerischen Landkreis Landshut. 

## Lage
Das Dorf Viecht liegt südlich des Echinger Stausees an der Bundesstraße 11.

## Geschichte
Der Name Viecht bezeichnet ursprünglich wohl eine Siedlung an einem Fichtenwald. Viecht wird 1752 als „Viecht bey Cronwinkhl“, dem Herrschaftssitz der Grafen von Preysing, bezeichnet. Die 1818 durch das bayerische Gemeindeedikt gebildete Gemeinde Viecht umfasste die Orte Blaimberg, Grub, Haag, Hüttenfurth, Neuhof, Schwaiba, Schwaiblreuth sowie Steinzell und gehörte zum Landgericht, Bezirksamt und schließlich zum Landkreis Landshut. Am 1. Oktober 1970 wurde die Gemeinde Viecht im Zuge der Gebietsreform in Bayern in die Gemeinde Eching eingegliedert. Es war ein freiwilliger Zusammenschluss der Gemeinden Berghofen, Eching, Haunwang, Kronwinkl und Viecht.

## Baudenkmäler
Einziges in die Denkmalliste von Viecht eingetragenes Objekt ist ein Kleinbauernhaus, im Kern zweite Hälfte 18. Jahrhundert, 1849 erneuert.